# Crancey
Crancey – miejscowość i gmina we Francji, w regionie Grand Est, w departamencie Aube. Przez miejscowość przepływa Sekwana. 
Według danych na rok 1990 gminę zamieszkiwały 833 osoby, a gęstość zaludnienia wynosiła 95 osób/km².